# Juan Francisco de Cárdenas
Pour les articles homonymes, voir Cárdenas.
Juan Francisco de Cárdenas y Rodríguez de Rivas (Séville, 1881 – Madrid, 1966) était un diplomate espagnol.
Après le coup d’État militaire de juillet 1936, et alors qu’il exerçait comme ambassadeur à Paris, Cárdenas prit fait et cause pour le camp insurgé et fut nommé la même année chargé d'affaires pour le compte du gouvernement franquiste à New-York, où il eut à tâche tout au long de la Guerre civile de défendre, au moyen de diverses publications s’adressant au public américain et avec le soutien de la puissante presse catholique locale, les points de vue et les intérêts de l’Espagne nationale (notamment en plaidant pour la neutralité américaine et en donnant un large écho aux persécutions religieuses dans la zone républicaine), afin de contrecarrer ainsi le prosélytisme de l’ambassade d’Espagne républicaine légale (avec à sa tête Fernando de los Ríos), que la presse du pays et l’opinion publique soutenaient majoritairement. Pendant la guerre mondiale, Cárdenas, habile diplomate, désormais ambassadeur à titre officiel, s’efforça, dans les premières années de la guerre, d’apaiser les relations entre l’Espagne de Franco, alors dans sa phase fasciste, et les États-Unis (afin d’assurer les indispensables exportations américaines vers l’Espagne), puis, à la fin du conflit, mit opportunément en relief les facilités accordées par l’Espagne aux Alliés victorieux, et faisait passer l’Espagne pour un héraut du monde libre dans la guerre froide qui s’amorçait.

## Biographie

### Seconde République et coup d’État de juillet 1936
Sous la Seconde République, Juan Francisco de Cárdenas officia comme ambassadeur d’Espagne à Washington de 1932 à 1934, puis comme ambassadeur auprès de la République française de 1934 à 1936. Aristocrate, d’idées monarchistes, il se rallia aussitôt aux militaires rebelles après le coup d’État nationaliste de juillet 1936, amorce de la subséquente Guerre civile. Tout en préservant dans un premier une apparence de loyauté envers l’ordre républicain, il s’appliqua à saboter la demande d’armements adressée par l’Espagne légale au chef du gouvernement français Léon Blum, en entravant les procédures de ladite demande, laquelle finit néanmoins par être présentée formellement le 20 juillet. Le président du Conseil José Giral y dépêcha ensuite Fernando de los Ríos, qui se trouvait alors à Genève, pour soutenir la requête de fourniture d’armes et faire face à la succession de démissions survenues dans l’ambassade. Cárdenas lui-même avait présenté sa démission le 23 juillet.

### Représentant du camp nationaliste aux États-Unis

#### Pendant la Guerre civile (1936-1939)
Cárdenas fut désigné pour remplir, au titre de « représentant du gouvernement national », les fonctions de chargé d’affaires diplomatique officieux du camp nationaliste aux États-Unis, avec siège à l’hôtel Ritz Carlton de New York, où il arriva fin août 1936,. Pour combattre les thèses républicaines qui s’étaient répandues dans ce pays, le nouvel État franquiste allait mettre à profit les centrales de propagande que la Phalange avait créées dans différents États du continent. Cependant, un autre objectif allait bientôt se faire jour, à savoir celui d’engager l’Espagne, tant du point de vue politique que culturel, sur la voie de l’Ordre nouveau hitlérien. Le principal organe de propagande dont disposait l’Espagne en 1939 à l’étranger était le parti unique FET y de las JONS,.
L’un des obstacles à l’action de la diplomatie franquiste sur le continent américain était la politique de bon voisinage promue par le président Roosevelt, politique qui tendait à approfondir la coopération des États-Unis avec ses voisins du sud moyennant la réciprocité commerciale et le libéralisme économique, et dont un des aspects impliquait de contrecarrer les avancées du fascisme dans les Amériques par le jugulation de ses activités et organisations. Aussi une opération de portée continentale fut-elle lancée dans le but de faire interdire toute idéologie suspecte d’attenter aux principes démocratiques. FET y de las JONS fit les frais de ces directives, d’autant plus que le département d’État le qualifiait de diffuseur de la propagande subversive de l’Axe dans les Amériques,. Parallèlement prévalait la volonté de la diplomatie américaine de ne pas intervenir dans les affaires européennes et donc dans la Guerre civile espagnole (rejoignant en cela la ligne de conduite adoptée par la Grande-Bretagne et la France), au diapason de l’opinion isolationniste américaine et aussi par suite de la dépendance de Roosevelt au vote catholique. Cette situation déterminait une toile de fond générale peu propice à la propagande du camp rebelle.
Les artisans de ladite propagande qu’étaient Juan Francisco de Cárdenas, la colonie d’émigrés espagnols (regroupés dans la Casa de España) et la Phalange (par le biais de son Département extérieur) eurent à batailler jour après jour avec les puissants groupes républicains espagnols établis aux États-Unis, dont la figure de proue était le professeur socialiste et ambassadeur Fernando de los Ríos, et qui jouissaient de l’appui du Parti communiste américain (le CPUSA), de groupes d’intellectuels libéraux influents, avec leurs respectifs organes de presse, et du Medical Bureau and North American Committee to Aid Spanish Democracy (MB & NACASD), principale organisation de propagande pro-républicaine aux États-Unis. La Casa de España, fondée en mai 1937 à l’initiative de Cárdenas et d’une partie du comité directeur de la Chambre de commerce espagnole, était alors la cheville ouvrière des partisans de Franco à New York et s’appliquait à recueillir des appuis et à défendre les intérêts des insurgés, mais allait aussi devenir le théâtre de fréquentes et vives altercations entre Cárdenas, chef de file des franquistes monarchistes, et les représentants de la communauté phalangiste de la ville. Les membres de Casa de España se targuaient de connaître les véritables obstacles que la propagande franquiste aurait à surmonter pour réussir et qui étaient, d’après eux, au nombre de cinq aux États-Unis, « le pire pays au monde pour la Cause nationale de l’Espagne », à savoir : le gouvernement de Roosevelt (« un démagogue de type Azaña ») ; les juifs (« ils ne laissent passer aucun moment pour mener campagne contre nous ») ; les communistes (« ils font croire à ce pays qu’il s’agit en réalité d’une lutte entre le gouvernement défendant la démocratie, contre un fascisme tyrannique ») ; l’indécision des groupes conservateurs ; et la haine des « anti-catholiques » (« en ce compris toutes les nuances de protestants »). La Casa de España produisait des rapports en ce sens, truffés de clichés et de préjugés.
Entre-temps, les diplomates Alexander Weddell et Carlton J. H. Hayes soulignaient la tendance résolument germanophile des médias espagnols et rappelaient la signature d’accords de propagande entre la Phalange et l’Allemagne nazie, dont notamment le traité Schmidt-Tovar. Le régime franquiste étant considéré par d’amples groupes de pouvoir aux États-Unis comme un simple État satellite de l’Allemagne hitlérienne et de l’Italie fasciste, les activités de FET y de las JONS  finirent par être proscrites aux États-Unis. Ce n’est que quand apparurent les premières frictions entre les États-Unis (capitalistes) et l’URSS (communiste) que la propagande franquiste, en présentant l’Espagne de Franco comme héraut de la lutte contre Staline et ses ambitions expansionnistes, put relever la tête.
Le principal instrument sur lequel le camp franquiste allait désormais se reposer pour diffuser ses idées et arguments aux États-Unis était la Sous-délégation de presse et de propagande (« Subdelegación de Prensa y Propaganda »), qui, pour se doter d’une façade américaine, changea de nom en février 1938 pour adopter celui de Peninsular News Service. Présidé par le journaliste Russell Palmer, encore que dirigée en réalité par Cárdenas et Echegaray, Peninsular News Service se voyait confier pendant la Guerre civile l’édition de deux importantes publications, d’une part le bimensuel Spain, dont le premier numéro parut en octobre 1937 et parmi les éditeurs et rédacteurs en chef de laquelle figurait une palette de journalistes américains connus (enrôlés afin d’éviter des problèmes de légalité, mais restant sous la tutelle d’Echegaray), et d’autre part Cara al Sol, organe du camp rebelle s’adressant à la communauté espagnole, qui ne cherchait à aucun moment à dissimuler dans ses colonnes l’idéologie qui l’animait. Il y a lieu de mentionner enfin le rôle joué par la revue España Nueva, porte-voix également des Espagnols partisans de Franco aux États-Unis,, dont Cárdenas s’enorgueillissait d’avoir obtenu à partir de septembre 1937 le changement de ligne éditoriale pour une ligne plus favorable à Franco, en s’en donnant les gants.
À son arrivée aux États-Unis, Cárdenas reçut le soutien inconditionnel de la hiérarchie catholique américaine, au sein de laquelle la National Catholic Welfare Council (NCWC) veillait à entretenir dans la population catholique du pays une image idoine de ce qui se passait en Espagne pendant la Guerre civile. On recensait alors aux États-Unis, outre plusieurs stations de radio, près de 400 titres de presse d’affinité catholique, qui entre 1936 et 1939 s’évertuèrent, dans leur quasi-totalité, à exalter les idéaux des « croisés » espagnols en lutte contre les « antéchrists » républicains et communistes. Cette importante presse catholique apparaît donc, à quelques rares exceptions près, entièrement favorable à Franco.
Cette collaboration des plus étroites entre la représentation de l’Espagne franquiste et la hiérarchie catholique américaine détermina qu’en 1938 celle-ci s’employa à réfuter certains documents émis par l’ambassade républicaine à Washington dans lesquels il était notamment assuré que la liberté religieuse était respectée dans la zone républicaine. De même, à la requête de Cárdenas, un fort nombre de signatures furent réunies pour faire pièce au message de sympathie que 60 membres du Sénat et de la Chambre des représentants avaient adressé, à l’initiative de Fernando de los Ríos, au gouvernement républicain de Valence et par lequel ils acclamaient ses dernières mesures en matière religieuse. Une autre modalité d’action en faveur de la cause franquiste consistait, pour quelques membres éminents du catholicisme américain, à se rendre sur place en Espagne et de publier ensuite le compte rendu de leur séjour dans des médias importants, tels que le New York Times ; l’un de ces visiteurs, l’évêque d’Érié, John Mark Gannon, se fit un devoir à son retour de mettre en évidence « les cruautés commises par les rouges qui ont assassiné onze mille religieux » ou de relever que « la cruauté et les carnages communistes ont consigné au tombeau de martyr plus de 11 000 des prêtres et séminaristes espagnols ». Ce fut une première réussite de Cárdenas et d’Echegaray que d’avoir su manœuvrer à leur propre bénéfice la puissante machine d’information catholique américaine, ce qui allait jouer un rôle déterminant dans le maintien de l’embargo moral des États-Unis contre la République.
Les plans et programmes de déploiement de la propagande franquiste aux États-Unis émanaient directement du plus haut responsable pour ces matières dans le gouvernement de Salamanque, c’est-à-dire le délégué de l’État à la Presse et à la Propagande, Manuel Arias-Paz, qui faisait parvenir à Cárdenas et à ses collaborateurs (nommément Manuel Echegaray et Manuel Alonso, directeur du Comité de propagande de New York) un ensemble de normes censées améliorer le fonctionnement de leurs activités. La première de ces consignes prescrivait de rédiger quotidiennement, sur la base d’éléments envoyés d’Espagne par voie télégraphique ou téléphonique, un bulletin d’information et à le faire parvenir aux agences de presse et journaux de New York. D’autre part, il fut décidé de publier un hebdomadaire, que la Délégation de l’État à la presse et à la propagande serait chargée de pourvoir en matériel graphique ainsi qu’en données de nature économique et sociale ; en outre seraient produits tous types de brochures et affiches.
L’une des questions les plus délicates qu’à l’été 1937 eut à traiter la Sous-délégation à la presse et à la propagande était celle de la « véritable » nature du Mouvement national en ce qui touche à la question juive, à quoi Arias-Paz donna une réponse péremptoire : « Il n’existe pas en Espagne de problème juif » ; en effet, en Espagne, ce n’est point contre le judaïsme qu’on lutterait, mais « contre l’anarchie, contre l’intolérance religieuse, contre la destruction de la famille et de toutes les institutions qui sont les piliers de base de la civilisation occidentale ».
L’on tenta aussi d’établir un diagnostic quant aux raisons qui portaient la presse américaine à prendre parti majoritairement pour l’Espagne républicaine. La cause première en était, croyait-on avoir discerné, qu’approximativement 80 % des nouvelles d’Espagne parvenant au lecteur américain provenaient d’agences de presse favorables au camp républicain, à quoi s’ajouterait la pression exercée conjointement par le gouvernement Roosevelt, les institutions juives, les églises protestantes et les syndicats ouvriers ; y compris la corporation journalistique du pays s’était positionnée contre l’insurrection militaire. Un autre facteur détecté était le degré d’actualité : ce n’était pas à la nouvelle la plus importante que la priorité était habituellement accordée, mais à celle qui arrivait en premier dans les rédactions. Russell Palmer, le responsable de Peninsular News Services, apporta ses propres recettes pour remédier aux défaillances de la propagande franquiste, défaillances qu’il imputait au marxisme et au judaïsme international, accusés de prêter un soutien financier exorbitant à l’ambassade républicaine à Washington ; à l’aide de fortes sommes d’argent, une campagne de propagande aurait été orchestrée avec pour effet d’avoir « empoisonné » l’opinion publique du pays. Il s’agissait à présent de contrer cette campagne par une propagande ajustée à la mentalité et au tempérament des Américains, en identifiant, dans une première phase et de façon rigoureuse, les préjugés contre le camp franquiste, puis en définissant les arguments susceptibles de les battre en brèche, et en façonnant une propagande capable d’interpeller le sentimentalisme de la population américaine, dont la classe moyenne serait, selon Palmer, peu intéressée par les questions purement politiques ou économiques et peu sensible aux campagnes de démentis et d’attaques continues des deux camps en lutte, et dont l’attention tend au contraire à se porter sur des informations simples, voire puériles ; il importait de mener une propagande positive, en mettant en relief « la tâche constructive qui s’accomplit [dans la zone nationale] en dépit de la guerre ».
Cárdenas s’attela donc à adapter sa propagande aux désirs du lecteur américain, notamment en introduisant dans ses publications plusieurs rubriques nouvelles. Parmi elles, l’une des plus efficaces était la section Commentaires de la presse étrangère, qui était une « manière de donner place à des articles sur des points importants qu’il nous intéresse de recueillir et qui ont été dédaignés ou dénaturés par la presse quotidienne ». L’on s’attacha aussi à rectifier la présentation du général Franco et d’humaniser sa figure aux yeux de la société américaine, à quelle fin Cárdenas fit appel à l’auteure et correspondante de Reuters Dora Lennard, future professeure d’anglais de Franco, qui avait dans un article récent paru en Grande-Bretagne dressé un parallèle entre la figure du Caudillo et celle du président Abraham Lincoln,.
Par ailleurs, Cárdenas proposa encore les améliorations suivantes : dépêche quotidienne conçue de façon à pénétrer plus sûrement dans la presse américaine, en vue de quoi des négociations furent engagées avec l’agence Associated Press ; accès facilité pour les journalistes américains à la partie officielle du quartier-général de Franco ; pour répliquer aux préjugés et lieux communs des républicains, diffusion d’informations attestant les succès des troupes franquistes, en particulier par la mention du nombre exact de combattants ennemis faits prisonniers et du matériel de guerre étranger capturé ; arrangement d’entretiens de correspondants étrangers (de préférence américains) avec des prisonniers italiens, afin que ceux-ci dénoncent le supposé traitement brutal infligé par leurs cerbères républicains ; nécessité, à propos du bombardement de villes, de devancer la version de l’ennemi, en spécifiant les objectifs militaires et en fournissant des détails exacts prouvant que l’on avait eu soin d’éviter des victimes dans la population civile.
L’ambassade républicaine tâchait pour sa part d’obtenir que la propagande catholique cesse de proférer ses accusations sur la persécution religieuse qui sévirait dans la zone républicaine et qui irait jusqu’à l’incendie de monastères et l’exécution de religieux. Fernando de los Ríos s’efforçait de démonter toutes ces allégations et d’expliquer au peuple américain, en particulier à sa partie catholique, que la guerre d’Espagne n’était pas une guerre religieuse et que la République se proposait de rétablir dès que possible le culte catholique. Néanmoins, Cárdenas pouvait en 1938 noter avec satisfaction que la presse catholique avait basculé d’une attitude purement défensive en faveur des vues nationalistes à une attitude offensive, où désormais elle démentait une à une toutes les informations d’origine républicaine publiées par beaucoup de journaux.
L’organe de presse américain que Cárdenas voyait avec le plus de complaisance était le New York Times, dont il soulignait l’« équilibre », ce journal ayant en effet selon lui dans les derniers temps accueilli avec réserves « les nouvelles des rouges ». Ainsi, William P. Carney, le correspondant en territoire franquiste, publiait régulièrement dans les colonnes du journal des chroniques encensant l’action du gouvernement de Burgos, encore que ces articles soient contrebalancés dans le même journal par les reportages d’un second correspondant, Herbert Matthews, affecté pour sa part dans la zone républicaine et très prodigue en informations sur les effets tragiques des bombardements de l’aviation nationaliste sur la population civile. Cárdenas cependant ne cessait d’insister que, indépendamment de la ligne éditoriale de tel journal, ce qui importait véritablement était l’ordre d’arrivée des nouvelles d’Espagne, et il était donc essentiel, peu importe p. ex. que les positions du New York Herald Tribune recoupent celles des républicains, d’obtenir par tous les moyens que tel journal new-yorkais reçoive la chronique du quartier-général de Franco avant celle du gouvernement républicain, ce pourquoi la priorité de la Sous-délégation à la presse et à la propagande franquiste pendant la Guerre civile était de pouvoir disposer rapidement de communications de première main lui permettant de présenter son point de vue longtemps avant les rivaux républicains,.
En février 1938, une soixantaine de personnalités américaines signèrent un manifeste par lequel ils affirmaient que l’embargo visant l’Espagne républicaine mettait en péril les institutions démocratiques. C’est dans une large mesure sous la pression des milieux catholiques que Roosevelt, conscient de l’importance vitale de leur vote pour sa réélection, s’abstint d’accéder à cette pétition. La Sous-délégation à la presse et à la propagande franquiste put encore, dans cette affaire délicate, compter sur l’appui de l’Église catholique et de l’ensemble de ses organes de presse, certaines revues allant même jusqu’à recommander à leur lectorat d’écrire aux représentants au Congrès et au Sénat pour les prier de contribuer à affermir la position de neutralité de Roosevelt. Les groupes catholiques entamèrent dans la foulée une intense campagne de propagande dirigée contre le gouvernement de la République espagnole. Un comité interreligieux, le Keep the Spanish Embargo Committee, fut constitué qui, en plus de plaider pour le maintien de l’embargo, s’ingéniait à expliquer, par la voie de réunions publiques et de publications, que la victoire de Franco était la meilleure des éventualités pour la politique américaine, car seule à même de mettre un frein au communisme.
Un sujet épineux furent pour Cárdenas les bombardements de Barcelone, qui avaient causé de janvier à mars 1938 la mort de plus de mille personnes. Notant que « tous ces derniers jours, nous assistons à la publication de manifestes signés par des écrivains, par le clergé protestant et par d’autres personnalités qui forment la cohorte qui a coutume de se porter au secours de la cause rouge dans les grandes occasions », Cárdenas réagit promptement en organisant une conférence de presse à Washington, où il répondit aux différents arguments et questions soulevés dans la brochure Hablemos de los bombardeos (littér. « Parlons des bombardements »). Dans le même temps, il fit parvenir au secrétaire d’État Cordell Hull, qui s’était récemment signalé par des déclarations peu amènes pour les autorités franquistes, un dossier désignant de façon détaillée les supposés objectifs militaires situés dans Barcelone ainsi que les différentes données et les raisons « justifiant amplement » les attaques aériennes incriminées. Tandis que la presse new-yorkaise avait faite sienne la quasi-totalité des thèses républicaines, Cárdenas ne cessait d’être fortement soutenu par les médias catholiques, qui tendaient à transformer le conflit espagnol en une affaire de politique intérieure plutôt qu’extérieure.
La Guerre civile terminée, Cárdenas vit son statut d’ambassadeur officialisé et occupa ensuite ce poste jusqu’en 1947.

#### Pendant la Seconde Guerre mondiale
Après que Cárdenas eut été nommé à titre officiel ambassadeur d’Espagne aux États-Unis, il s’en fut s’installer à Washington, tandis qu’à New York, son ancien lieu d’affectation, la Sous-délégation à la presse et à la propagande franquiste poursuivait ses activités sous la direction du phalangiste Javier Gaytán de Ayala, qui se chargea d’éditer la revue mensuelle Spain et l’hebdomadaire Cara al Sol jusqu’en 1942 environ, lorsque le ministère des Affaires étrangères estima — à la suggestion de Cárdenas — plus adéquat de cesser lesdites publications et de transférer vers l’ambassade elle-même les services de la Sous-délégation. Un autre motif a pu être le désir explicite de Cárdenas de contrôler Gaytán de Ayala directement.
Dans la décennie 1940, en dépit de la cessation du conflit armé en Espagne, les attaques des médias américains contre le gouvernement franquiste ne faiblirent pas ; au contraire, une nouvelle offensive fut déclenchée pour dénoncer les liens étroits et obscurs entre l’Espagne et l’Allemagne nazie. Le département d’État lui-même se montrait préoccupé par la présence croissante de succursales nazies dans nombre de républiques du continent américain et par les rapports que celles-ci entretenaient avec des cellules phalangistes. Au printemps et à l’été 1939, un grand nombre de journaux américains avaient dépeint l’Espagne comme un pays fasciste qui par son engagement aux côtés de l’Allemagne et de l’Italie menaçait l’indépendance de Gibraltar, qui permettait à la marine de guerre allemande de relâcher sur ses côtes, et qui projetait, de concert avec l’Italie, de s’emparer de la place de Tanger. Franco était assimilé à « un instrument des nazis en Amérique du Sud ». L’ouvrage de l’historien américain Allan Chase, Falange: The Axis Secret Army in the Americas (littér. Falange : l’armée secrète de l’Axe dans les Amériques), peut à cet égard passer pour représentatif du type de contenus produits par les éditeurs et agences de presse américains à propos de l’État espagnol durant la Seconde Guerre mondiale. Selon cet auteur, la Phalange et la mission diplomatique espagnole agissaient sous les ordres d’agents nazis, tels que le général Faupel, au profit desquels ils remplissaient des missions d’espionnage et de propagande. Dès l’année 1940, il y eut aux États-Unis une profusion d’articles décrivant l’Espagne franquiste comme un immense camp de concentration, où la population manquait de nourriture de base et était privée des libertés les plus élémentaires, et qualifiant la Phalange d’« élément révolutionnaire et antitraditionaliste ». Il était argué que si le gouvernement espagnol n’avait pas jusque-là déclaré la guerre aux Alliés, c’était en raison de son extrême pauvreté, alors que certes « ce n’était pas l’envie qui lui manquait ».
Cárdenas et Gaytán de Ayala, nommé attaché de presse à l’ambassade d’Espagne à Washington en décembre 1939 (et accusé plus tard de malversation), tentèrent plusieurs mesures pour améliorer la perception de l’Espagne sur le continent américain. Une fois encore, ce sont les médias catholiques qui rendirent le meilleur service à l’Espagne franquiste. En juin 1939 déjà, une résolution avait été adoptée par l’Association de la presse catholique des États-Unis, par laquelle il fut convenu de féliciter le « Généralissime Franco et le Cardinal primat d’Espagne pour la victoire sur les forces communistes, socialistes, syndicalistes et anarchistes » ; en outre, la signification religieuse du conflit était affirmée officiellement.
En septembre 1941, les relations entre les États-Unis d’une part, et Franco et son ministre des Affaires étrangères Serrano Súñer, très anti-américain et fort peu diplomatique, d’autre part, étaient très tendues, dans un contexte où les importations américaines étaient indispensables pour l’Espagne. Se trouvant aux abois, Franco et Serrano n’eurent d’autre option que de faire appel à Cárdenas, qui intercéda avec succès auprès des autorités américaines, grâce à quoi la tension se relâcha quelque peu et le flux de marchandises s’accrut.
Entre-temps, l’ambassade d’Espagne avait pris à tâche d’affronter le positionnement de la presse américaine, en postulant notamment que le régime franquiste était une victime de plus de l’« ignorance » et de la « malveillance » des journalistes de ce pays, c’est-à-dire ceux-là mêmes, se plaisait à signaler Cárdenas, qui étaient allés jusqu’à s’en prendre avec goguenardise à la monarchie britannique. En 1943, des journaux tels que le New York Times, The Nation ou The Republic menaient une âpre campagne contre le gouvernement Roosevelt pour l’aide dispensée à l’Espagne,. L’ambassadeur des États-Unis en Espagne Carlton Hayes en fait écho dans ses mémoires, en faisant observer :

« Ils [les journaux américains] ne faisaient aucune allusion aux grandes facilités obtenues en Espagne en faveur de notre effort de guerre contre l’Axe ; ils s’affairaient seulement à publier des histoires, fruits d’une imagination propagandiste, dans lesquelles il était question de fournitures d’armes et de nourriture à l’Allemagne et de l’approvisionnement des sous-marins nazis par des pétroliers espagnols. En même temps parut une série de livres et d’articles de revue, de nature également tendancieuse,. »

La Guerre mondiale terminée, Cárdenas ne se lassa pas de proclamer dans tous les médias américains combien « vital » avait été le rôle joué par l’Espagne dans le conflit. En 1945, dans un télégramme à l’intention de l’agence de presse EFE et en accord avec les nouvelles directives du ministère des Affaires étrangères, il fit la déclaration suivante :

« L’Espagne aura reçu la bonne nouvelle de la paix avec une joie extraordinaire et avec un sentiment de la plus profonde espérance. Joie, parce qu’aucune autre nation ne devance la nation espagnole au regard de l’horreur éprouvée devant la guerre ; espérance, parce que nous sommes convaincus que, au terme de longues années de douleur, est enfin arrivé le moment propice à ce que les peuples civilisés, dans leur ensemble et chacun en particulier, puissent à nouveau épanouir les possibilités de leur personnalité historique, la force de leurs singularités nationales, en vivant dans une atmosphère de considération réciproque et de respect mutuel. Pendant la guerre la plus terrible que l’Humanité ait connue, l’Espagne a tendu la main et apporté son aide désintéressée à des milliers de persécutés, les soustrayant ainsi à l’affliction et les préservant du martyre qu’ils subissaient. De la sorte, notre peuple et notre gouvernement ont été fidèles aux traditions espagnoles de liberté et de respect envers la dignité humaine. »

## Distinctions
- Grand-croix de l’ordre d’Isabelle la Catholique (1926)[51].
- Grand-croix de l’ordre de Charles III (1951)[52].

## Vie privée
Cárdenas était membre de l’institution nobiliaire Real Maestranza de Caballería de Saragosse et portait le titre (largement honorifique) de gentilhomme de la chambre du roi Alphonse XIII.
Il avait épousé une dame roumaine de haut rang, avec qui il n’eut qu’un seul enfant, décédé en bas âge.
Après la mort de Cárdenas en janvier 1966, ses restes furent transférés vers sa ville natale de Séville, pour y être déposés dans le caveau de famille.